# Bob Nudd
Bob Nudd (september 1944) is een Brits sportvisser.

## Levensloop
Hij nam met het Engelse nationaal team meer dan 24 jaar deel aan het WK hengelen. Hij won viermaal het individueel klassement, met name in Maribor (Joegoslavië, 1990), Szeged (Hongarije, 1991), Nottingham (Verenigd Koninkrijk, 1994) en Toledo (Spanje, 1999).
In 1991 kreeg hij de meeste stemmen ooit in de BBC Sport Personality of the Year na een oproep van het weekblad Angling Times. De BBC weigerde echter de trofee omdat ze oordeelde dat de campagne van het tijdschrift tegen de regels was.

## Palmares

### Individueel
- 1990:  - WK voor landenteams
- 1991:  - WK voor landenteams
- 1994:  - WK voor landenteams
- 1999:  - WK voor landenteams